# Brian O’Brian
A Brian O’Brian 2008-ban készített amerikai-kanadai-olasz televíziós sorozat. Egy Brian Stepanek nevű, Zack és Cody-ból már ismert színészről szól. A sorozat a színész mindennapi életét mutatja be humorosan. Amerikában nagy sikere van, s az európai országokban is egyre népszerűbb,[forrás?] de rövidsége miatt a reklámok alatt adják le. Egy rész kb. 3-4 perces. A Disney XD Prod. studiójában forgatják.

## Külső hivatkozások
- Disney Channel